# Eesti Energia
Eesti Energia is een Estisch energiebedrijf dat volledig in handen van de Republiek Estland is.
Eesti Energia werd in 1939 opgericht, één jaar voor de Sovjet-bezetting van Estland. Dit energiebedrijf werkt veel met schalie-olie o.a. in de energiecentrales bij Narva. Verder is dit bedrijf actief in Letland, Litouwen, Finland, Jordanië en Utah (US).